# Arvīds Jansons
Arvīds Jansons (Liepāja, 10 de octubre de 1914-Mánchester, Reino Unido, 21 de noviembre de 1984) fue un director de orquesta letón y padre del igualmente director Mariss Jansons.

## Carrera
Jansons estudió violín desde 1929 hasta 1935 en el Conservatorio de Liepāja, posteriormente estudió composición y dirección en el Conservatorio de Riga desde 1940 hasta 1944. Mientras estudiaba en el conservatorio trabajó como violinista en la ópera de Riga, en ese entonces la Orquesta de la radio de Letonia, de la cual fue nombrado director en 1944. En 1952 fue director de reserva de la Filarmónica de Leningrado junto con Yevgeny Mravinski y Kurt Sanderling. Desde 1965 fue director de la orquesta Hallé.
El 21 de noviembre de 1984, mientras dirigía una ejecución de la orquesta Hallé sufrió un paro cardiaco, desplomándose y muriendo. Está enterrado, junto a Karl Eliasberg, en el cementerio Volkovo en San Petersburgo.